# قليعاوات
القليعاوات (الاسم العلمي: Saxicolinae) هي أسرة من الطيور تتبع فصيلة خاطفات الذباب من رتبة العصفوريات.

## أجناس
- (الاسم العلمي: أبلق)
- (الاسم العلمي: قليعي)
- (الاسم العلمي: Saxicoloides)
- (الاسم العلمي: Pogonocichla)
- (الاسم العلمي: Swynnertonia)
- (الاسم العلمي: Stiphrornis)
- (الاسم العلمي: أكالات)
- (الاسم العلمي: أبو الحناء الأوروبي)
- (الاسم العلمي: لوسينيا)
- (الاسم العلمي: أبو الحناء أبيض الحنجرة)
- (الاسم العلمي: Cossyphicula)
- (الاسم العلمي: Cossypha)
- (الاسم العلمي: Xenocopsychus)
- (الاسم العلمي: Cichladusa)
- (الاسم العلمي: Cercotrichas)
- (الاسم العلمي: Namibornis)
- (الاسم العلمي: Copsychus)
- (الاسم العلمي: Trichixos)
- (الاسم العلمي: حميراء (طائر))
- (الاسم العلمي: Hodgsonius)
- (الاسم العلمي: حميراء (طائر))
- (الاسم العلمي: Chaimarrornis)
- (الاسم العلمي: Myiomela)
- (الاسم العلمي: Cinclidium)
- (الاسم العلمي: Grandala)
- (الاسم العلمي: Enicurus)
- (الاسم العلمي: أبلق مخطط برتقالي)
- (الاسم العلمي: أبلق)
- (الاسم العلمي: Myrmecocichla)
- (الاسم العلمي: Thamnolaea)
- (الاسم العلمي: Pinarornis)
- (الاسم العلمي: سمنة الصخور (جنس))
- (الاسم العلمي: سمنة الصخور (جنس))